# Vrádište
Vrádište (in ungherese Várköz) è un comune della Slovacchia facente parte del distretto di Skalica, nella regione di Trnava.